# Обертинская поселковая община
Обертинская поселковая общи́на (укр. Обертинська селищна громада) — территориальная община в Ивано-Франковском районе Ивано-Франковской области Украины.
Административный центр — посёлок Обертин.
Население составляет 8914 человека. Площадь — 161,3 км².

## Населённые пункты
В состав общины входят 1 посёлок (Обертин) и 8 сёл:
- Гавриляк
- Гарасимов
- Гончаров
- Жабокруки
- Жуков
- Олещин
- Хотимир
- Яковка

## Религия

### Храмы УГКЦ
| Село     | Церковь                                          | Год основания | Настоятель                                                            |
| -------- | ------------------------------------------------ | ------------- | --------------------------------------------------------------------- |
| Гончаров | Церковь Святого Архистратига Михаила             | 1842          | о. Василий Луцив                                                      |
| Жуков    | Церковь Святого Николая                          | 1995          | о. Владимир Барновский                                                |
| Олещин   | Церковь Рождества Пресвятой Богородицы           |               | о. Владимир Барновский                                                |
| Хотимир  | Церковь Перенесения Мощей Святого Николая        |               | о. Петр Третяк                                                        |
| Яковка   | Церковь Рождества Пресвятой Богородицы           |               | о. Виталий Павлюк                                                     |
| Обертин  | Церковь святых великомучеников Кирилла и Мефодия | 1882          | о. Юрий Друляк о. Ярослав Биляев о. протопресвитер Владимир Барновски |

### Храмы ПЦУ
| Село      | Церковь                                                                   | Год основания | Настоятель                   |
| --------- | ------------------------------------------------------------------------- | ------------- | ---------------------------- |
| Гавриляк  | Церковь Пресвятой Покровы Богородицы Церковь Покровы Пресвятой Богородицы | 1840 2024     | о. Олег Мосяк мит.прот       |
| Гончаров  | Церковь Святого Архистратига Михаила                                      | 1842          | о. Петр Кузьмин мит.прот.    |
| Герасимов | Церковь Святого Николая                                                   | 1831          | о. Василий Демяник мит.прот. |
| Жабокруки | Церковь Святого Онуфрия Великого                                          | 1772          | о. Иван Назарук мит.прот     |
| Хотимир   | Церковь Перенесения мощей святого Николая                                 | 1924          | о. Виктор Оринчак мит.прот.  |
| Яковка    | Церковь Рождества Пресвятой Богородицы                                    | 1824          | о.Петр Кузьмин               |